# Cyrtonotula lata
Cyrtonotula lata är en kackerlacksart som först beskrevs av Hanitsch 1929.  Cyrtonotula lata ingår i släktet Cyrtonotula och familjen jättekackerlackor. Inga underarter finns listade i Catalogue of Life.